# Фелаг
Фелаг (др.-сканд. félag «товарищество», «партнёрство») — форма совместного финансового предприятия в средневековой Скандинавии эпохи викингов.

## Этимология
Слово félag составлено из слов fé (скотина; имущество) и lag (приводить к определённому месту; совместно). Дословно фелаг означает «складывать имущество вместе». Также использовались слова félagskapr и félagi для обозначения «состояние фелага» и «участника фелага» соответственно.
Понятие повлияло на большинство германских языков. Английские слова fellow (др.-англ. feolaga «приятель») и fellowship («приятельство») произошли от понятия «фелаг», в различных формах оба слова встречаются в датском, норвежском и исландском языках.

## Рунические камни

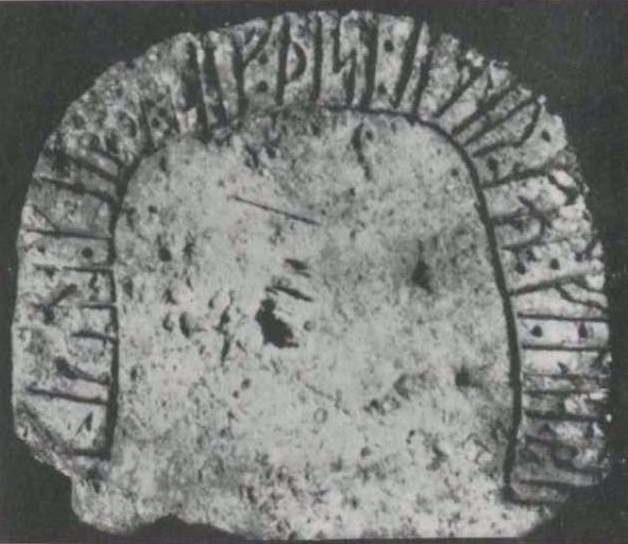
Березанский рунический камень

Понятие «фелаг» встречается на множестве рунических камней по всей Европе, в основном в форме félagi. В форме Félag оно упоминается на следующих камнях:
- в Швеции: Sö 292 (Брёта), Vg 112 (Ос), Vg 122 (Абрахамсторп), Vg 146ут. (Слёта), Vg 182 (Скаттегорден), U 391 (Вилла-Карлсро), U 954ут. (Сёдербю);
- в Дании: DR 1 (Хаддебю), DR 66 и DR 68 (Орхус), DR 125 (Далбюовер), DR 127 (Хорбро), DR 262 (Фосие), DR 270 (Скиварп), DR 279 (Сьёруп), DR 316 (Норра-Нёббелёв), DR 318 (Хостад), DR 321 (Вёстра-Карабю), DR 329 и DR 330 (Гордстонга), DR 339 (Стора-Кёпинге);
- в Норвегии: N 648 (Берген);
- на Украине: X UaFv1914;47 (Березань).